# Maigue
Il Maigue (in gaelico irlandese An Mháigh) è un fiume irlandese che scorre prevalentemente tra le contee di Cork e Limerick.

## Percorso
Il fiume sorge a Milford, contea di Cork e, dopo avere ricevuto le acque degli affluenti Glen e Loobagh, nella parte meridionale della contea di Limerick, scorre a nord attraverso Bruree. Appena uscito da Bruree riceve le acque del Morning Star. Attraversa in seguito Croom e Adare, prima di raggiungere il fiume Shannon, poco più a nord di Kildimo e Clarina, appena a ovest della città di Limerick.

## Storia
In tempi remoti il Maigue era il principale fiume dei territori della famiglia O'Donovan e dei loro predecessori gli Uí Fidgenti. La maggior parte dei villaggi che si trovano lungo il suo corso era dei forti.

## Affluenti

### Loobagh
Il Loobagh (in gaelico irlandese An Lúbach) è un fiume ricco di trote e salmoni. Sorge nelle colline a sud di Kilfinane e, dopo avere attraversato Kilmallock affluisce nel Maigue a sud di Bruree.

### Morning Star
Il Moring Star è un piccolo torrente che incontra il Maigue a nord di Bruree, dopo avere attraversato ricchi terreni agricoli.

### Camoge
Il Camoge è un torrente che scorre verso ovest e attraverso Manister, incontrando il Maigue controcorrente presso Croom.